# Carlos Ruiz Santamaría
Carlos Ruiz Santamaría (vulgo El Negro) é um narcotraficante colombiano. Aparecia na lista dos bandidos mais procurados da justiça espanhola em 2009, no 15° lugar.

## História
El Negro foi preso em 1999 portando uma carga de 13 toneladas de cocaína, juntamente com 40 pessoas, pela Interpol, na operação Temple. Todavia, alegando problemas de saúde, pagou fiança e obteve liberdade, fugindo da Espanha.